# Casata di Krum

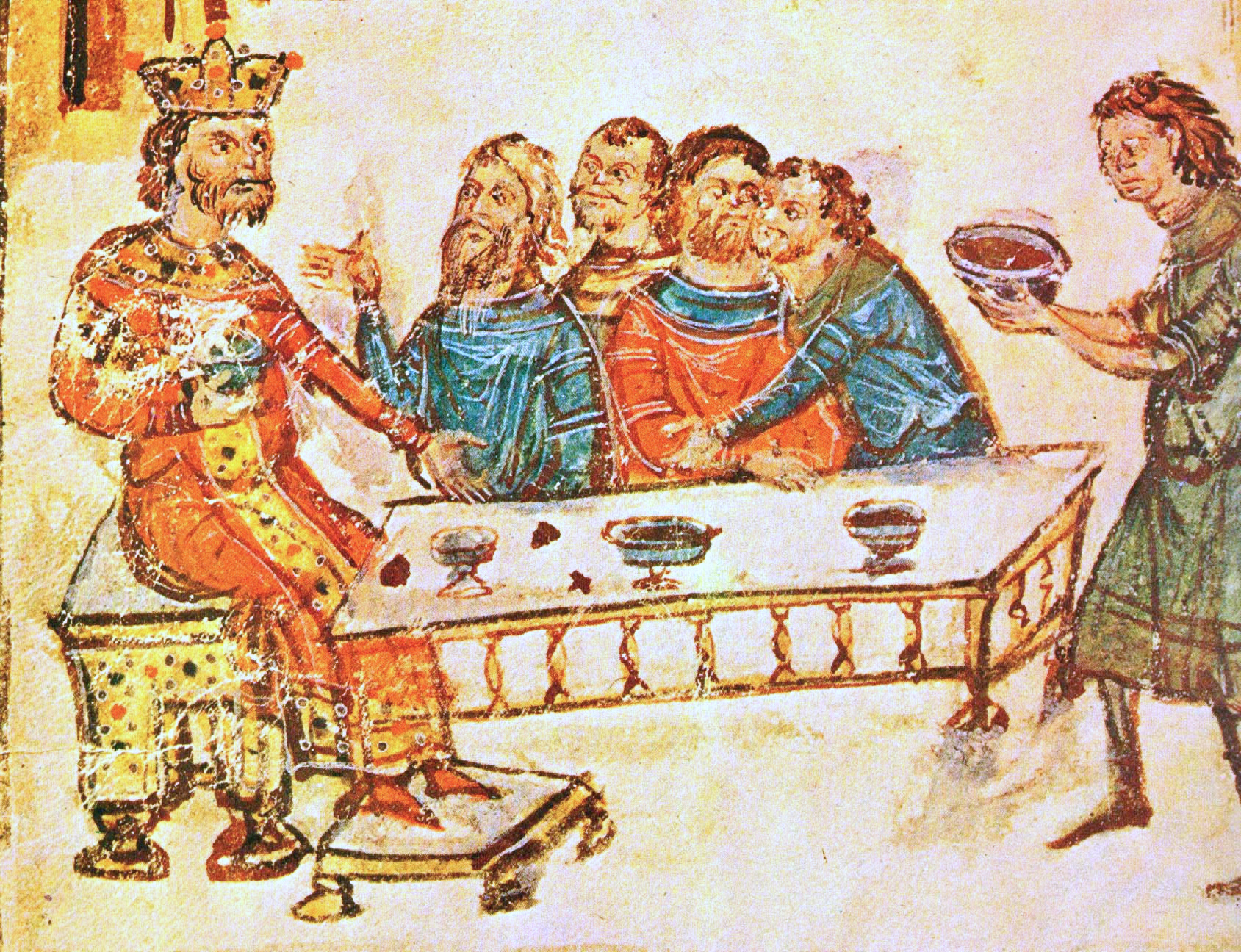
Krum a tavola con i suoi nobili, mentre un coppiere reca il cranio di Niceforo I colmo di vino (In vino veritas).

Casata di Krum è il nome con cui gli storici moderni denotano la dinastia regnante proto-bulgara che governò la Bulgaria nel IX e X secolo (803-997). Il vero nome di questa dinastia è sconosciuto. Prende il nome da Krum, che conquistò e annesse alla Bulgaria i territori di Transilvania, Pannonia, Slavonia, tra cui Belgrado e Sirmia.
Alla dinastia Krum appartengono alcuni dei più grandi sovrani bulgari - Krum, Omurtag di Bulgaria, Boris I di Bulgaria, Simeone I il Grande e Pietro I di Bulgaria, durante i quali dopo la cristianizzazione della Bulgaria si formò l'apparizione dell'immagine storica dell'Europa, la cui riflessione giunge oggi.